# Lagotto Romagnolo
Lagotto Romagnolo este o rasă italiană de câine. Este originară din mlaștinile deltei Padului, în estul regiunii istorice Romagna din Italia. Numele derivă cel mai probabil de la termenul „lagotto”, demonimul locuitorilor orașului Lagosanto. O altă teorie consideră că provine din romagnolă, „can lagòt” însemnând „câine de apă”. Funcția sa tradițională era aceea de câine de vânătoare, mai precis de câine de apă; de când au fost drenate mari suprafețe de habitat umed în zona sa de baștină, este folosit pentru a vâna trufe.
Rasa Lagotto a fost acceptată provizoriu de către Federația Chinologică Internațională în 1995, primind recunoaștere completă în 2005. În 2018, Ente Nazionale della Cinofilia Italiana a raportat 2207 noi înregistrări.

## Istorie

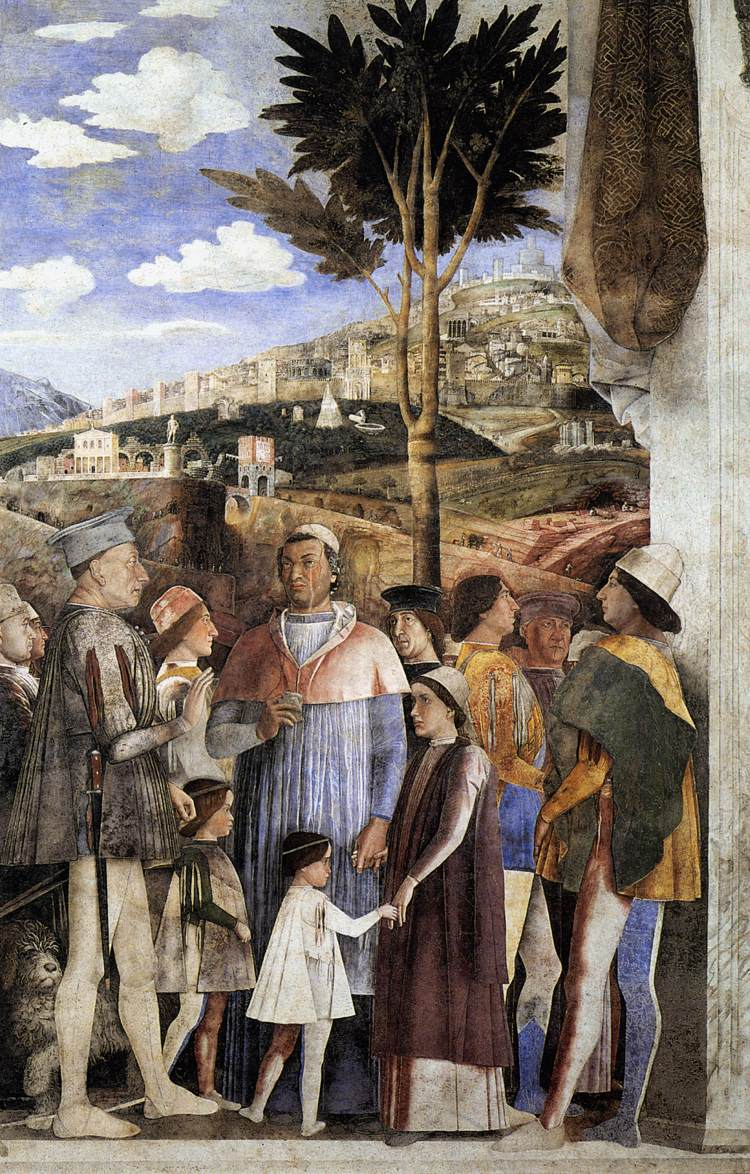
Frescă de Andrea Mantegna din 1465-1474.
În fundalul din stânga jos, un câine asemănător actualului Lagotto.

Originea foarte veche a rasei se deduce din reprezentările necropolei din Spina, un oraș important din Etruria Padului, în care a fost identificat un câine asemănător Lagotto-ului de astăzi.
Popularizarea rasei o precede pe cea a câinelui de apă portughez din Peninsula Iberică. Zoologul suedez Carl Linné atestă prezența unui câine foarte asemănător cu actualul Lagotto, într-o perioadă cu mult anterioară apariției specimenului portughez. În epoca romană și a posterității sale, exemplarele s-au răspândit din Ravenna și Valli di Comacchio până în câmpia regiunii Friuli.
Într-o faimoasă frescă de Andrea Mantegna, L'incontro, prezentă în Camera degli Sposi a Palatului Ducal din Mantova, se observă un câine Lagotto Romagnolo. În plus, numeroase documente din secolul al XVI-lea menționează câini retrieveri cu părul creț, asemănători actualilor Lagotti Romagnolo.
Înainte de asanarea din secolul al XIX-lea, în văile Comacchio și în zonele mlăștinoase din Romagna, câinele era folosit pentru a recupera vânatul (în special păsările de câmp). Un rol decisiv în această activitate era jucat de blana deasă, care proteja animalul de contactul cu apa, adesea înghețată, permițându-i să acționeze nestingherit.

## Caracteristici
Lagotto este o rasă de talie mică sau medie, rareori mai mare de 50 cm la greabăn, puternic construită și cu un aspect robust. Masculii cântăresc 13-16 kg, iar femelele 11-14 kg. Corpul are un profil aproximativ pătrat, lungimea fiind, mai mult sau mai puțin, egală cu înălțimea. Blana este groasă, asemănătoare lânii, și strâns ondulată în bucle. Ea poate fi complet albă, maro, sau să prezinte combinații de pete portocalii și maro.
Un Lagotto trăiește, de obicei, aproximativ cincisprezece ani. Tulburările neurologice care au fost identificate la această rasă includ abiotrofia cerebelară și epilepsia idiopatică.

## Galerie

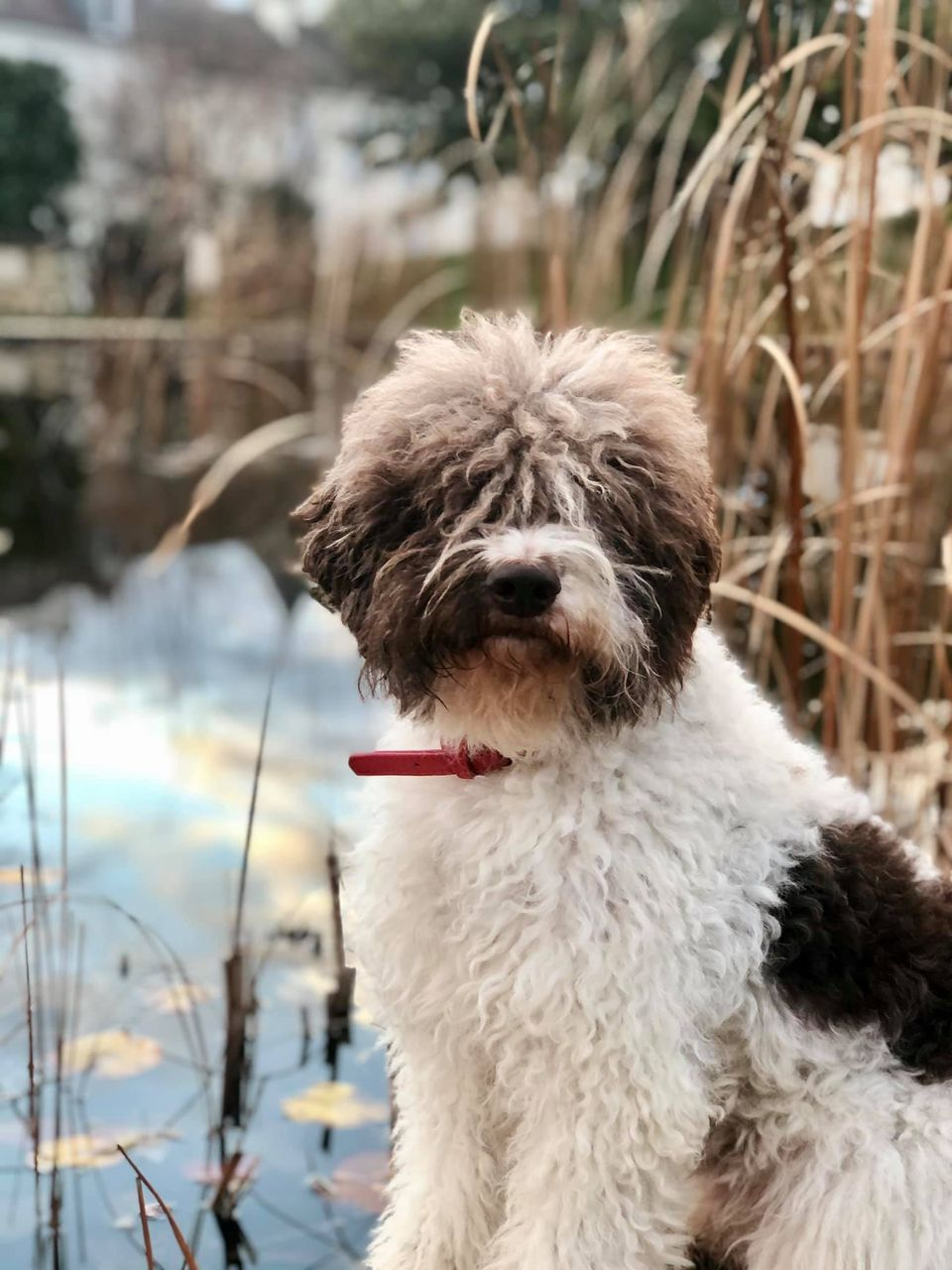
Blana albă și maro a unui Lagotto
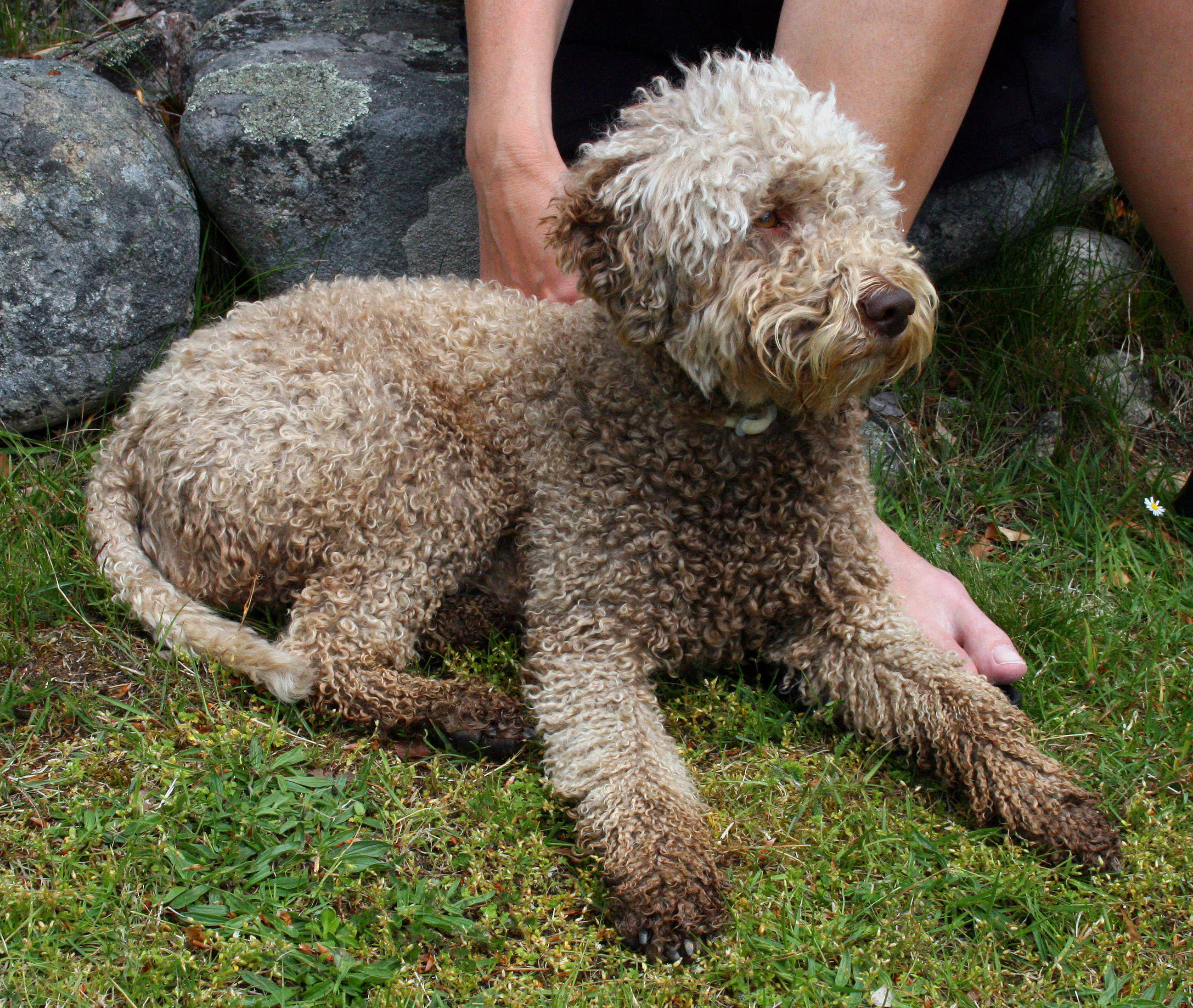
Femelă Lagotto Romagnolo
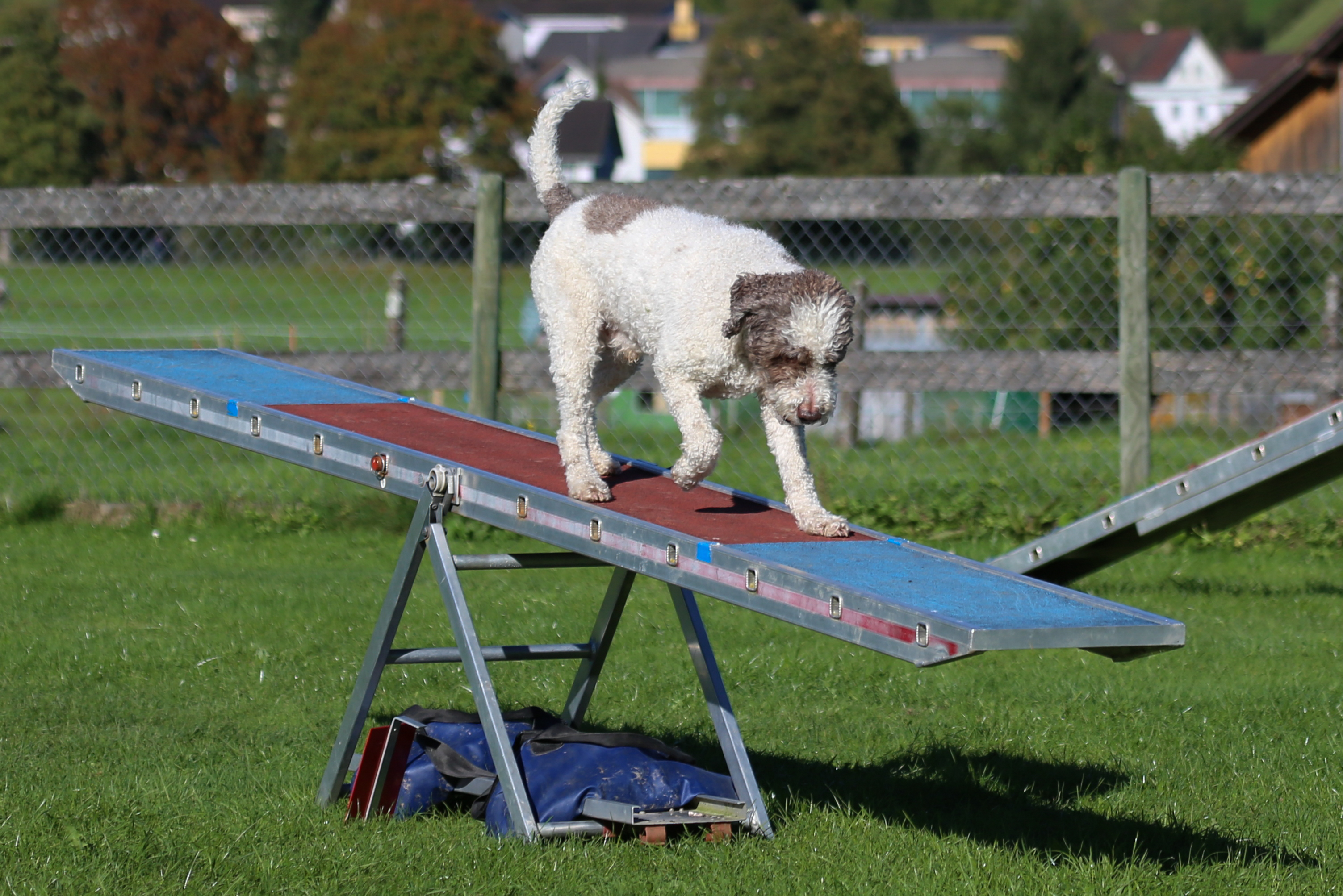
Lagotto într-o competiție canină